# Cao (Familienname)
Cao ist der Familienname folgender Personen:
in Asien
- Cao Ang (175–197), chinesischer General
- Cao Anmin († 197), General unter Cao Cao
- Cao Bao († 194), Offizier der Han-Dynastie, Ziehvater des Lü Bu
- Cao Biao (195–251), Prinz der Wei-Dynastie
- Cao Bochun (* 1941), chinesischer Politiker
- Cao Cao (155–220), chinesischer Kriegsherr und Wegbereiter der Wei-Dynastie
- Cao Chong (196–208), Sohn von Cao Cao
- Cao Chun (170–210), General unter Cao Cao
- Cao Dan (* 1960), chinesischer Maler
- Cao Fang (231–274), dritter Kaiser der Wei-Dynastie
- Cao Fei (* 1978), chinesische Künstlerin
- Cao Gangchuan (* 1935), Spitzenpolitiker in der Volksrepublik China
- Cao Guifeng (* 1960), chinesische Eisschnellläuferin
- Cao Haibo (* 1985), chinesischer Bürgerrechtler
- Cao Hong (169–233), General unter Cao Cao
- Cao Hongwei (* 1993), chinesischer Automobilrennfahrer
- Cao Huaidong (* 1959), chinesischer Mathematiker
- Cao Huang (246–303), Kaiser der Wei-Dynastie
- Cao Jie († 234), Kaiserin der Wei-Dynastie
- Cao Jun (Künstler) (* 1966), chinesischer Künstler
- Cao Jun (Physiker) (* 1972), chinesischer Physiker und Hochschullehrer
- Cao Kefei (* 1964), chinesische Theaterregisseurin, Autorin und Übersetzerin
- Cao Kun (1862–1938), chinesischer Kriegsherr und Präsident
- Cao Lei (* 1983), chinesische Gewichtheberin
- Cao Mao (241–260), Kaiser der Wei-Dynastie
- Matthew Cao Xiangde (1927–2021), chinesischer Geistlicher, römisch-katholischer Bischof von Hangzhou
- Cao Ningning (* 1987), chinesischer Behindertensportler im Tischtennis
- Paul-Marie Cao Ðình Thuyên (1927–2022), vietnamesischer Geistlicher, Bischof von Vinh
- Cao Pi (187–226), Kaiser der Wei-Dynastie
- Cao Qingze (1932–2015), chinesischer Politiker (Volksrepublik China), Minister für Disziplinaraufsicht
- Cao Ren (168–223), General der Wei-Dynastie
- Cao Rui (205–239), Kaiser der Wei-Dynastie
- Cao Rulin (1876–1966), politischer Führer
- Cao Sang (* 1973), vietnamesischer Schachspieler
- Cao Shen († 190 v. Chr.), Politiker der chinesischen Han-Dynastie
- Cao Shuang († 249), Regent des dritten Wei-Kaisers Cao Fang
- Cao Shunli († 2014), chinesische Bürgerrechtlerin
- Cao Shuo (* 1991), chinesischer Dreispringer
- Cao Shuting (* 2000), chinesische Volleyball- und Beachvolleyballspielerin
- Cao Siqi (* 1999), chinesische Tennisspielerin
- Cao Song († 193), Vater des Kriegsherrn Cao Cao
- Cao Teng, Eunuch der Han-Dynastie
- Cao Wenxuan (* 1954), chinesischer Romanautor
- Cao Xi († 249), Politiker der Wei-Dynastie
- Cáo Xìng († 198), chinesischer General
- Cao Xinlong (* 1981), chinesischer Snookerspieler
- Cao Xiong (195–220), Sohn des Kriegsherrn Cao Cao
- Cao Xiu († 228), General der Wei-Dynastie
- Cao Xueqin (1719–1763), chinesische Autor
- Cao Xuetao (* 1964), chinesischer Immunologe
- Cao Yajing (* 2002), chinesische Tennisspielerin
- Cao Yan, General der Wei-Dynastie
- Cao Yanhua (* 1962), chinesische Tischtennisspielerin
- Cao Yi (* 1982), chinesischer Fußballschiedsrichter
- Cao Ying (eigentl. Sheng, Jungfen; 1923–2015), chinesischer Literaturübersetzer
- Cao Yu (1910–1996), chinesischer Schriftsteller
- Cao Yuan (* 1995), chinesischer Wasserspringer
- Cao Yupeng (* 1990), chinesischer Snookerspieler
- Cao Zhang (189–223), General unter Cao Cao
- Cao Zhen (185–231), General unter Cao Cao und seinen Nachfolgern
- Cao Zhongrong (* 1981), chinesischer Pentathlet

auf anderen Kontinenten
- Antonio Cao (1929–2012), italienischer Mediziner
- Chi Cao (* ca. 1978), britischer Balletttänzer
- Diogo Cão († ~1486), portugiesischer Seefahrer und Entdecker
- Joseph Cao (* 1967), US-amerikanischer Politiker und Rechtsanwalt
- Pierre Cao (* 1937), Luxemburger Musiker, Dirigent und Komponist
- Rui Cao (* 1986), französisch-chinesischer Pokerspieler
- Thuy-Anh Cao (* 1988), deutsche Schauspielerin